# Jan Tinbergen
Jan Tinbergen (Den Haag, 12 tháng 4 năm 1903 – 9 tháng 6 năm 1994 The Hague), nhà kinh tế học người Hà Lan, đã được trao giải thưởng đầu tiên Giải Nobel kinh tế trong năm 1969, cùng chia sẻ giải thưởng với Ragnar Frisch vì đã phát triển và áp dụng các mô hình động cho sự phân tích các quá trình kinh tế. Tinbergen đã thành lập một ủy thác của nhà kinh tế cho Hòa bình và An ninh. Ông có người em trai là nhà khoa học y - sinh Nikolaas Tinberge cũng đoạt Giải Nobel sinh học và y học năm 1973 vì đã có công phát minh ra tổ chức và hành vi của cá nhân và cộng đồng động vật.

## Tác phẩm
- Centralization and Decentralization in Economic Policy. Westport: Greenwood, 1981. ISBN 0-313-23077-3.
- Der Dialog Nord-Süd: Informationen zur Entwicklungspolitik. Frankfurt am Main: Europ. Verlagsanstalt, 1977.
- The dynamics of business cycles: A Study in Economic Fluctuations. Chicago: U of Chicago P, 1974. ISBN 0-226-80418-6.
- Economic policy: Principles and Design. Amsterdam, 1978. ISBN 0-7204-3129-8.
- Rompzy, Eric van. Jan Tinbergen. Antwerpen: NBH, 1974.